# Abitabilità di un sistema planetario di una nana rossa

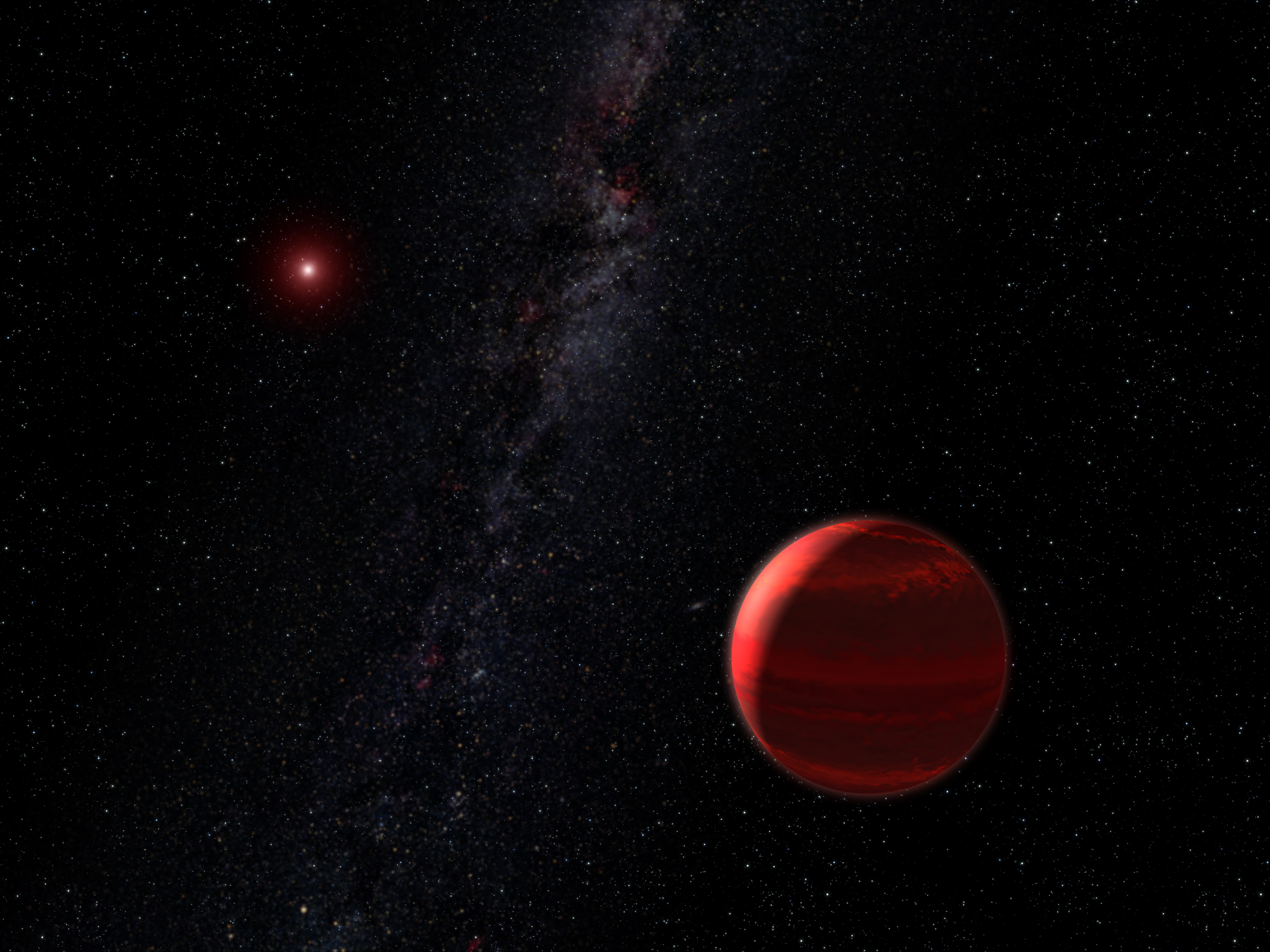
Rappresentazione artistica di un pianeta in orbita attorno ad una nana rossa.

La determinazione dell'abitabilità dei sistemi planetari delle nane rosse può aiutare a rivelare come la vita extraterrestre possa eventualmente esistere, dato che le nane rosse sono il tipo di stelle più diffuso all'interno della nostra e probabilmente di tutte le galassie. I fattori critici per l'abitabilità planetaria includono la relativamente bassa energia proveniente dalla stella madre, che riduce le fasce della zona abitabile, la possibilità di pianeti marealmente bloccati e quindi indotti alla rotazione sincrona e la forte variabilità della stella. Questa combinazione di fattori indica che le probabilità di vita su pianeti attorno a nane rosse sia sensibilmente minore rispetto a stelle di classe G, come il Sole.
Tuttavia, l'ubiquità e la longevità delle nane rosse sono fattori estremamente positivi che suggeriscono che l'esistenza di pianeti abitabili attorno a questo tipo di stelle siano eventi tutt'altro che rari. Basandosi sui dati pubblici del telescopio spaziale Kepler, nel 2013 alcuni astronomi del Harvard-Smithsonian Center for Astrophysics hanno stimato una statistica in base alla quale il 6% delle nane rosse della nostra galassia avrebbe almeno un pianeta abitabile. Considerando che le nane rosse nella nostra galassia sono decine di miliardi, il numero di pianeti potenzialmente abitabile in orbita attorno a nane rosse è estremamente elevato.
Le nane brune sono probabilmente ancor più numerose delle nane rosse; tuttavia, non sono in genere classificate come stelle, né potrebbero aiutare a sostenere la vita così come noi la intendiamo, dato che emettono una bassissima quantità di energia.

## Caratteristiche delle nane rosse

Dimensioni relative delle stelle e temperature fotosferiche. Un eventuale pianeta di una nana rossa come quelle indicate qui dovrebbe trovarsi vicinissimo alla sua stella per avere condizioni climatiche simili a quelle terrestri; il che però potrebbe includere un blocco mareale.

Le nane rosse sono le stelle più piccole e fredde e anche le più diffuse. Stime sulla loro abbondanza vanno dal 70% al 90% delle stelle della nostra Galassia. Il termine "nana" si applica in realtà a tutte le stelle di sequenza principale, fra le quali il Sole. Le nane rosse sono, secondo la classificazione stellare, di tipo M e delle ultime classi del tipo K, ed emettono una luce rossa; le nane rosse più vicine a noi, Proxima Centauri e la Stella di Barnard, nonostante siano molto più vicine delle altre stelle che noi vediamo, non sono visibili ad occhio nudo.

## Ricerche

### Emissione luminosa e blocco mareale
Per molti anni gli astronomi hanno scartato l'ipotesi che le nane rosse possano favorire la vita: a causa delle loro piccole dimensioni (da 0,1 a 0,6 masse solari) le loro reazioni di fusione nucleare procedono in modo molto lento, emettendo così una luce molto debole (dal 3% di quella prodotta dal Sole fino ad appena lo 0,01%). Un pianeta in orbita attorno a queste stelle dovrebbe trovarsi molto in prossimità della sua stella madre per poter godere di condizioni climatiche simili a quelle terrestri: da 0,3 UA (poco all'interno dell'orbita di Mercurio) per stelle come Lacaille 8760 ad appena 0,032 UA per una stella come Proxima Centauri (un pianeta così vicino avrebbe un'orbita di appena 6,3 giorni). A queste distanze, la gravità della stella potrebbe causare un blocco mareale, vale a dire il pianeta mostrerebbe alla sua stella sempre la stessa faccia, come accade con la Luna attorno alla Terra. Che un pianeta sia abitabile o meno dipende in parte anche dalla presenza o meno di un'atmosfera che causi sulla superficie un effetto serra e, se presente, dall'entità dell'effetto serra stesso. Alla parte sempre illuminata del pianeta si contrapporrebbe una parte sempre in ombra, per cui le condizioni sarebbero di caldo infernale nella parte illuminata e di freddo polare in quella sempre al buio, a meno che l'atmosfera planetaria non sia sufficientemente spessa da consentire un transito di energia verso la parte in ombra. D'altra parte, un'atmosfera troppo spessa sarebbe in grado di bloccare i raggi della stella, non permettendo la fotosintesi.

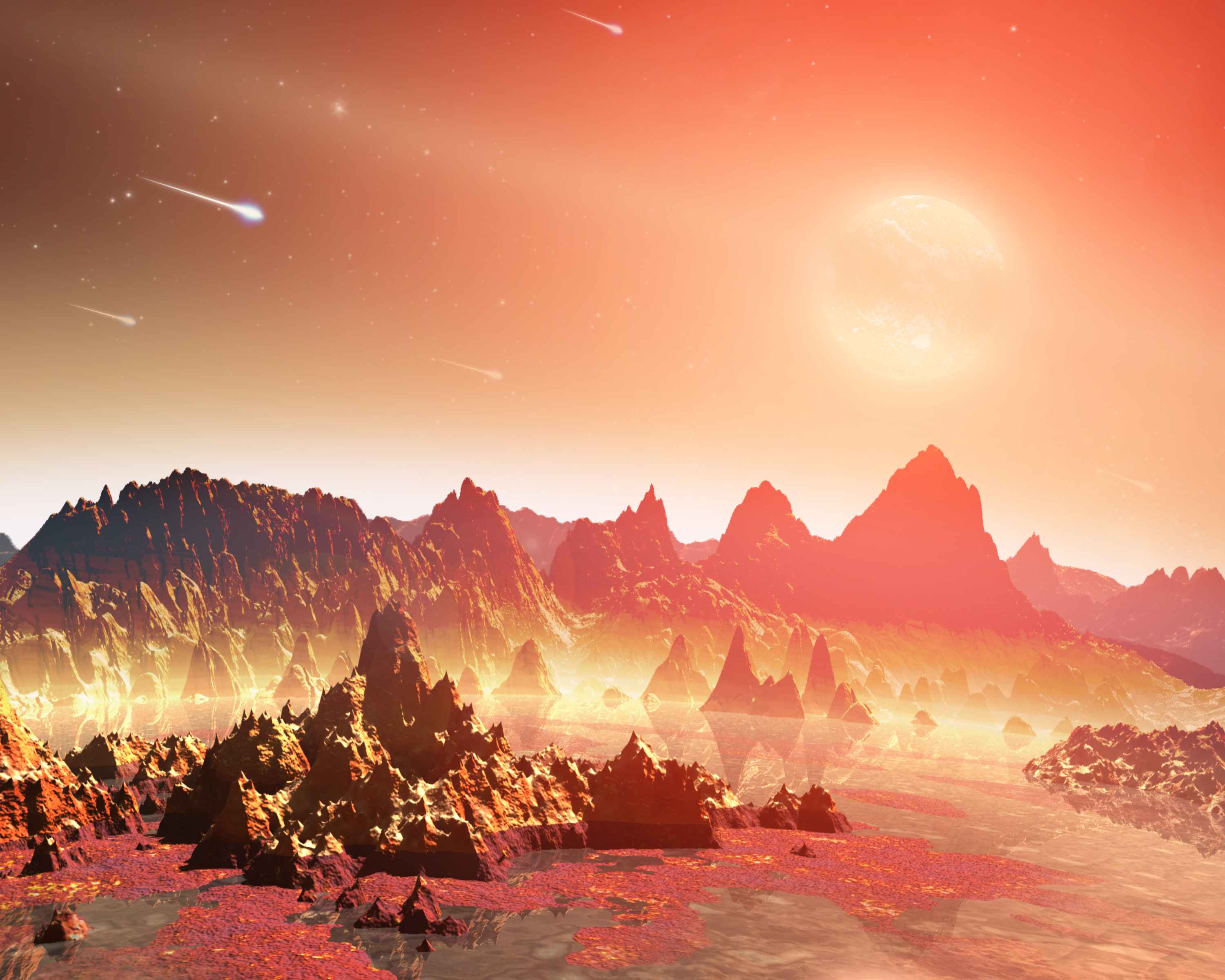
Immagine artistica della superficie di un giovane pianeta in orbita attorno a una nana rossa.

Questo pessimismo è stato stemperato dalle ricerche; studi più moderni da parte della NASA hanno mostrato che un'atmosfera planetaria (assumendo che vi si trovino anche gas serra come CO2 e H2O), per essere in grado di portare il calore verso la parte non illuminata del pianeta, può essere anche solo del 10% più spessa di quella terrestre (ovvero con una pressione superiore di 100 millibar). Questo livello sarebbe ancora sufficiente per la realizzazione della fotosintesi, comunque l'acqua resterebbe ghiacciata nella parte oscura del pianeta, secondo alcuni modelli teorici. L'acqua di mare potrebbe essere allo stato liquido se il fondale marino fosse abbastanza profondo da lasciare sufficiente spazio fra gli strati idrici superficiali, ghiacciati, e le parti inferiori, che resterebbero liquide, non diversamente da come avviene ai poli terrestri. La liquidità delle masse d'acqua sarebbe favorita dall'eventuale presenza di sorgenti geotermiche. Si è ipotizzato che persino le piante superiori possano sopravvivere sviluppando la fotosintesi anche in pianeti marealmente bloccati.
Diversi astronomi che hanno effettuato simulazioni al computer ritengono che nei pianeti in blocco mareale attorno a nane rosse la vita sia possibile lungo il terminatore. Se provvisto di atmosfera e sufficiente acqua, questa evaporerebbe dall'emisfero diurno e verrebbe trasportata dai venti in quello notturno, dove congelerebbe. Tuttavia lo scambio di calore causato dai venti e la pressione dei ghiacci accumulati nell'emisfero oscuro farebbe sciogliere parte dell'acqua lungo il terminatore, consentendo l'esistenza di una fascia abitabile dove l'acqua liquida potrebbe scorrere in fiumi che, addentrandosi nell'emisfero diurno evaporerebbero, continuando il ciclo.

### Fotosintesi
Le dimensioni non sono l'unico fattore che renderebbero le nane rosse potenzialmente inadatte a sostenere la vita. Su un pianeta orbitante attorno ad una di queste stelle, la fotosintesi avrebbe forti limiti di territorio, in quanto sarebbe impossibile che essa avvenga nella parte in ombra del pianeta; nella parte esposta invece, poiché la stella sarebbe sempre presente in cielo nello stesso punto, le aree in ombra a causa della morfologia del territorio (rilievi, depressioni, spaccature) resterebbero sempre in ombra. La fotosintesi come noi la intendiamo sarebbe inoltre complicata dal fatto che una nana rossa produce la gran parte della sua radiazione nell'infrarosso, mentre sulla Terra il processo dipende dallo sfruttamento della luce visibile. Su questo tipo di pianeti servirebbero pertanto sei fotoni per scindere la molecola dell'acqua, a fronte di due necessari sulla Terra, a causa del loro basso livello di energia media. Dovendosi adattare al tipo di spettro per ricevere la massima quantità di energia, il fogliame di ipotetiche piante viventi in un pianeta di questo tipo dovrebbe probabilmente apparire nero.

### Variabilità

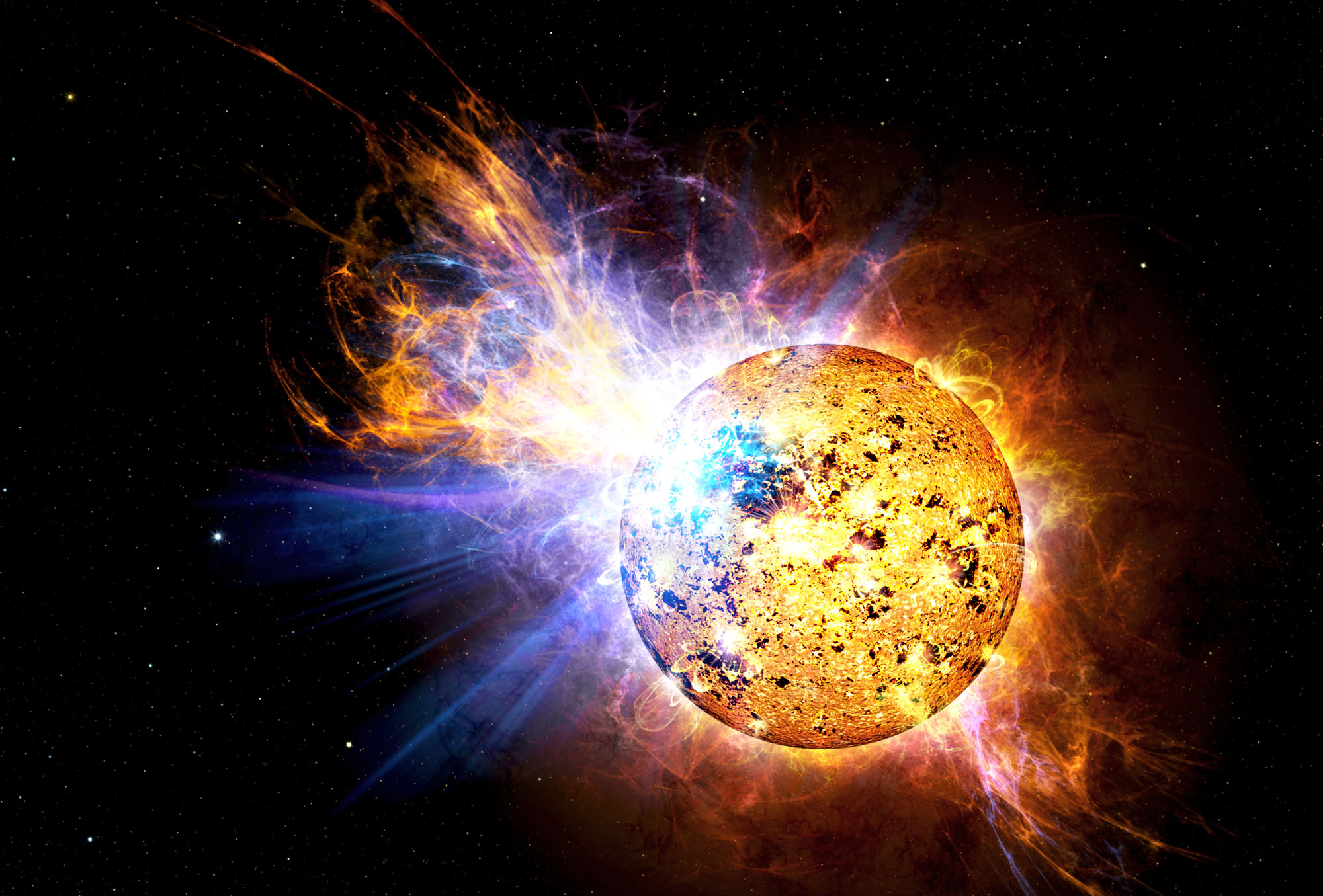
Rappresentazione artistica di EV Lacertae, una stella a brillamento nella costellazione della Lucertola.

Le nane rosse sono molto più variabili e turbolente rispetto alle stelle più grandi; sulla Terra la vita si è adattata a livelli di variazioni meno estremi e può sopravvivere in ibernazione, come pure nelle profondità marine, dove le temperature anche durante l'inverno restano relativamente stabili. Nell'eventualità in cui anche l'intera superficie oceanica ghiacciasse, il colore del ghiaccio rifletterebbe verso l'esterno il calore ricevuto dal pianeta, trasformandolo in una sorta di Terra "palla di neve". Talvolta, come nel caso di Proxima Centauri, le nane rosse sono soggette ad improvvisi brillamenti che ne raddoppiano la luminosità nel giro di pochi minuti. Queste variazioni potrebbero essere molto pericolose per la vita, potendo influenzare e disgregare le molecole organiche complesse destinate a formare le basi della vita. I brillamenti potrebbero inoltre spazzare via parti rilevanti dell'atmosfera planetaria, la quale potrebbe essere protetta soltanto da un forte campo magnetico, causato da una forte rotazione del pianeta. Ma i pianeti marealmente bloccati hanno un periodo di rotazione molto lento, coincidente con quello di rivoluzione attorno al proprio astro.
Si ritiene peraltro che i brillamenti più violenti avvengano solo nel primo periodo di vita delle nane rosse, ossia entro i primi 1,2 miliardi di anni. Se un pianeta formatosi in orbite più esterne, che quindi non sia mai stato influenzato dai brillamenti, migrasse verso un'orbita interna in una fase successiva, la vita avrebbe una possibilità di evolversi.
La vita inizialmente potrebbe proteggersi dalle radiazioni restando sott'acqua fino a quando la stella non abbia concluso le sue fasi di instabilità iniziali. Una volta raggiunta la terraferma, la bassa percentuale di raggi ultravioletti prodotta dalla nana rossa farebbe sì che la fascia di ozono non sia indispensabile.
Secondo una simulazione al computer di R.J. Ridgway et al., un pianeta potrebbe sviluppare uno strato di ozono 20 volte superiore se sottoposto a continui brillamenti, consentendo di ridurre dell'85% la quantità di radiazione ultravioletta che investe il pianeta e che sarebbe letale per la vita. Nella simulazione è stata presa come modello Proxima Centauri con i suoi frequenti brillamenti, e si è fissato come modello il suo pianeta Proxima b come un mondo acquatico con un'atmosfera simile alla Terra. In questo caso la radiazione ultravioletta risulterebbe comunque eccessiva per un pianeta con un'atmosfera simile alla Terra, tuttavia lo schermo di ozono generato aumenterebbe notevolmente le possibilità di vita su mondi con differenti caratteristiche attorno ad altre stelle nane rosse meno turbolente di Proxima Centauri.
Altri scienziati non credono invece che le nane rosse possano sostenere la vita, in particolare coloro che favoriscono l'ipotesi della rarità della Terra, in quanto il blocco mareale e le espulsioni di massa coronali sottoporrebbero l'atmosfera planetaria ad una forte erosione, spazzandola via e rendendo il pianeta completamente inabitabile.

## Longevità
C'è tuttavia un vantaggio molto importante per eventuali forme di vita ospitate nei sistemi delle nane rosse: le stelle di questo tipo sono molto longeve. Ci sono voluti 4,5 miliardi di anni prima che l'uomo apparisse sulla Terra, mentre la vita che noi conosciamo ha sperimentato le migliori condizioni soltanto da mezzo miliardo di anni. Le nane rosse possono invece avere una vita stabile lunga diversi miliardi di anni, poiché le reazioni nucleari sono molto più lente rispetto alle stelle più grandi. Inoltre, se è vero che trovare un pianeta nella zona abitabile di una specifica nana rossa è una possibilità molto esigua, è anche vero che la somma totale delle aree abitabili di tutte le nane rosse è uguale alla somma di tutte le aree abitabili attorno a stelle come il Sole.
Un'altra possibilità di vita attorno alle nane rosse potrebbe darsi in un lontano futuro, quando esaurito l'idrogeno interno queste si evolvono in nane blu. In questo stadio esse sono più luminose e pianeti che precedentemente erano completamente congelati potrebbero avere un clima confortevole per diversi miliardi di anni (5 miliardi di anni per una stella di 0,16 M⊙), il che darebbe alla vita l'opportunità di evolversi.